# Костюх Анатолій Вячеславович
Анатолій Вячеславович Костюх (нар. 25 березня 1988, Ужгород) — український медійник, політолог. Народний депутат України 9-го скликання. Член комітету з питань енергетики та житлово-комунальних послуг Верховної Ради України. Керівник депутатської групи Верховної Ради України з міжпарламентських зв'язків зі Словацькою Республікою.

## Життєпис
Здобув повну загальну середню освіту в школі І-ІІІ ступенів №12 в м.Ужгороді (1995-2005 роки). У 2005 розпочав навчання в ДВНЗ «Ужгородський національний університет» і у 2010 році здобув вищу освіту за спеціальністю «політологія», кваліфікація «політолог викладач суспільних наук». Також навчався у Київському національному університеті ім. Тараса Шевченка на спеціальності «Публічне управління та адміністрування» (2020-2021 рр).

## Професійна діяльність
Працював у Закарпатській обласній державній телерадіокомпанії «Тиса-1» ведучим програм студії «Експеримент» (2011-2012 роки). 
Обіймав посаду редактора відділу Карпатського Університету ім. Августина Волошина (з 2013 до травня 2017 року), також працював головним редактором газети «Срібна Земля». 
З 2014 до 2015 року працював журналістом ТРК «Даніо». 
Окрім того, обіймав посаду редактора видання «Карпатський вісник» (2018-2019). Працював фахівцем з комунікації в Управлінні поліції охорони в Закарпатській області (з жовтня 2018 до лютого 2019 року). 
Також став співзасновником чоловічої професійної гандбольної команди «Карпати».

## Політична діяльність
У 2006 році балотувався до Ужгородської міської ради від політичної партії «Народний рух України».
Очолював молодіжне крило партії «УДАР» у Закарпатській області (2011-2012).
У 2015 році — кандидат у депутати Ужгородської міськради від партії «Україна соборна».
Довірена особа кандидата в Президенти Володимира Зеленського на президентських виборах у 2019 році. 
У 2019-2020 роках перебував на посаді Заступника Голови комітету Верховної Ради України з питань молоді та спорту.
З 2020 року член комітету з питань енергетики та житлово-комунальних послуг Верховної Ради України. 
У 2023 був обраний Головою підкомітету з ядерної енергетики та ядерної безпеки комітету з питань енергетики та ЖКП Верховної Ради України.
Наразі Голова парламентської групи дружби зі Словаччиною. Керівник робочої групи щодо спрощення приєднань до електричних мереж. В результаті роботи реформа була успішно прийнята. Член політичної партії «Слуга Народу».